# Corydoras haraldschultzi
Corydoras haraldschultzi är en fiskart som beskrevs av Knaack 1962. Corydoras haraldschultzi ingår i släktet Corydoras och familjen Callichthyidae. Inga underarter finns listade i Catalogue of Life.